# Brian Van Holt
Brian Van Holt est un acteur et mannequin américain, né le 6 juillet 1969 à Waukegan (Illinois). Il est notamment connu pour son rôle dans la série Cougar Town, aux côtés de Courteney Cox, où il a incarné Bobby Cobb, l'ex-mari de l'héroïne, de 2009 à 2015. 

## Filmographie
- 1996 : Les Nouvelles aventures de la famille Brady (A Very Brady Sequel) : Warren Mulaney
- 1997 : L.A. Johns (TV) : Chris
- 1997 : Beverly Hills 90210 (série télévisée, saison 8, épisode 2 : Sous le soleil d'Hawaii 2/2) : Eric Anderson
- 1997 : Steel Chariots (TV) : Franklin Jones
- 1998 : Le Flic de Shanghaï (TV) : Lance (S01E05)
- 1999 : The Underground Comedy Movie : Lifeguard
- 1999 : Love & Money (série télévisée) : Eamon McBride
- 1999 : Sex and the City (série télévisée, saison 2, épisode 10 : Questions de classe) : Wylie Ford
- 2000 : Whipped : Brad
- 2001 : La Chute du faucon noir (Black Hawk Down) de Ridley Scott : Sgt. Jeff Struecker
- 2002 : Les Messagers du vent (Windtalkers) de John Woo : Private Harrigan
- 2003 : Confidence : Miles
- 2003 : Basic de John McTiernan : Dunbar
- 2003 : S.W.A.T. unité d'élite (S.W.A.T.) : Michael Boxer
- 2005 : Garde rapprochée (Man of the House) : Eddie Zane
- 2005 : La Maison de cire (House of Wax) : Bo / Vincent
- 2005 : Threshold : Premier Contact (TV) : Sean Cavennaugh
- 2007 : John from Cincinnati (série télévisée) : Mitch "Butchie" Yost II
- 2008 : Sons of Anarchy (série télévisée) : Kyle Hobart (S01E05)
- 2009 : Burn Notice (série télévisée) : Harlan (épisode 301)
- 2009 - 2015 : Cougar Town (série télévisée) : Bobby Cobb (principal saison 1 à 5, invité saison 6)
- 2013 : Du plomb dans la tête (Bullet to the Head) de Walter Hill : Ronnie Earl
- 2014 : Wild de Jean-Marc Vallée : un ranger
- 2014 : Ascension : William Denninger
- 2014 : Marvel : Les Agents du SHIELD : Sebastian Derik
- 2015 : Community (série télévisée) : Willy (S06E05)
- 2018 : Criminal Squad (Den of Thieves) de Christian Gudegast : Murphy 'Murph' Collings
- 2023 : Code Quantum (série télévisée, saison 2, épisode 7) : Magistrat Bloodhorne
- 2024 : Boneyard de Asif Akbar : détective Ortega